# 何珣 (天順進士)
何珣（1431年—？），字瑞，河南人，明朝政治人物。進士出身。

## 生平
河南鄉試第四名。天順八年（1464年）甲申科會試第二百四十八名，殿試登進士第三甲第一百四十名。

## 家族
曾祖何務祖。祖父何必貴。父亲何逵，曾任封吏科給事中。